# Museo nazionale d'arte occidentale
Il Museo nazionale d'arte occidentale (国立西洋美術館?, Kokuritsu seiyō bijutsukan) - noto anche con il nome inglese National Museum of Western Art, sigla NMWA - è un museo di Tokyo, situato nel distretto museale del parco di Ueno. Si tratta dell'unico museo nazionale interamente dedicato all'arte occidentale in un paese non occidentale. È uno dei sei Musei nazionali d'arte del Giappone.

## Storia

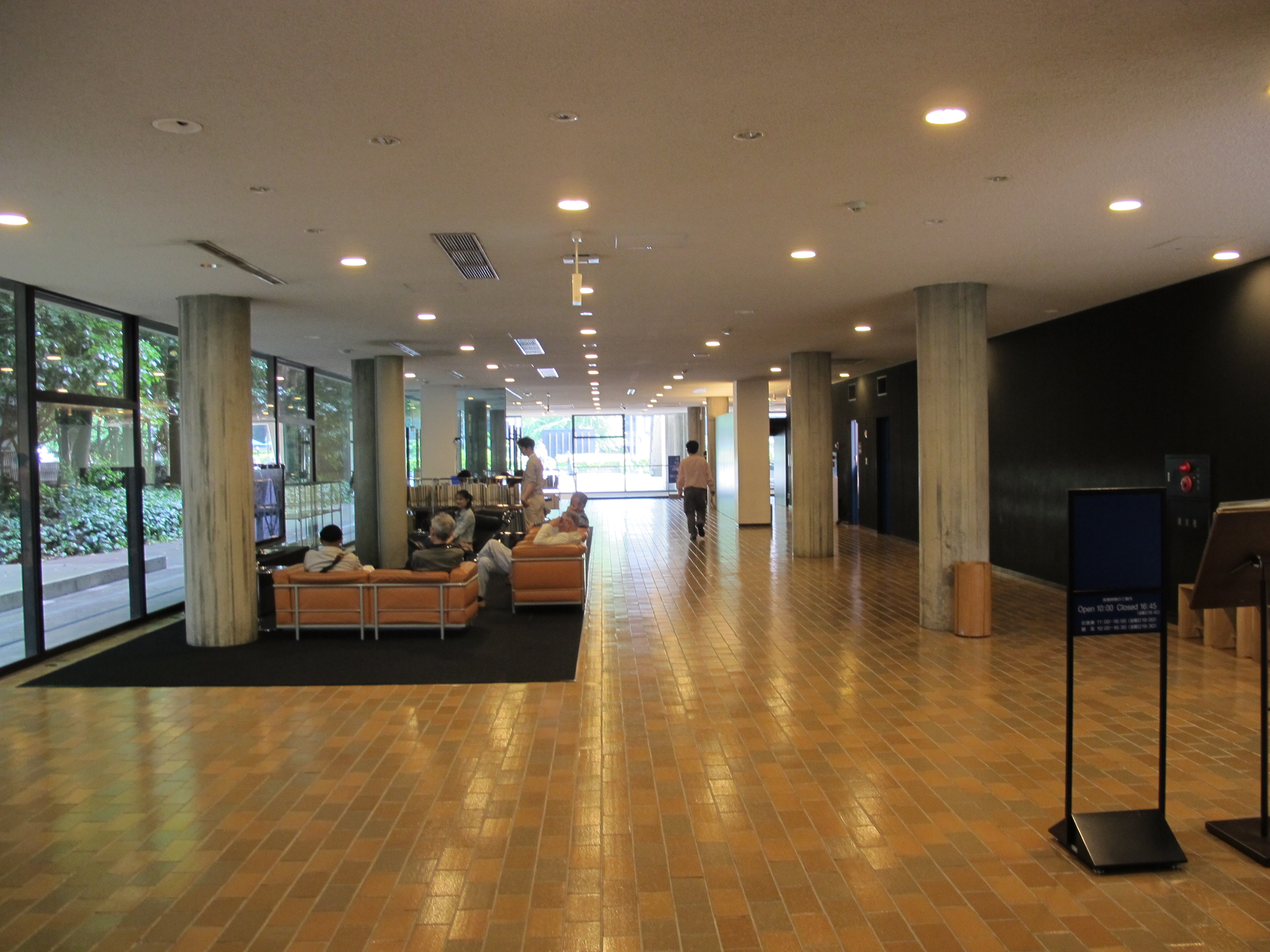
Interno

Il museo nacque nell'aprile del 1959 come organizzazione per l'esposizione al pubblico della collezione Matsukata, restituita qualche anno prima dal governo francese; l'apertura al pubblico risale al 10 giugno di quell'anno. Kojiro Matsukata, presidente delle industrie navali Kawasaki per 32 anni, fu un grande collezionista d'arte sulla scena europea, amico di intellettuali e pittori soprattutto a Parigi (tra i quali Monet e Rodin), e aveva tra i suoi desideri quello di poter offrire al popolo giapponese la possibilità di ammirare direttamente i capolavori dell'arte occidentale, con la prospettiva quindi di creare un museo in patria. All'epoca era infatti difficile, per il suo popolo, visitare l'estero e la circolazione di opere d'arte tramite prestiti ed esposizioni temporanee era cosa molto rara, tanto più verso il Giappone. Dopo aver raccolto una vasta collezione di arte europea, che spaziava dal medioevo ai post-impressionisti, e circa ottomila esemplari di Ukiyo-e giapponesi (dal 1944 al Museo nazionale di Tokyo), nel 1920 spedì una prima parte della sua collezione nel suo paese di origine, dove fu esposta con un grande successo di pubblico e di critica.
Tuttavia, nel marzo 1927, il fallimento della Banca Jugo, che finanziava le industrie Kawasaki, portò la compagnia sull'orlo del fallimento, che venne arginato tramite la vendita delle opere d'arte di Matsukata già in Giappone. Una consistente parte delle collezioni dell'imprenditore era però ancora in Europa, tenuta in un deposito a Londra e uno a Parigi. Quando Matsukata si preparava a spedire questi due nuclei superstiti, venne a mancare la disponibilità immediata di denaro contante per finanziare la spedizione e, poco dopo, scoppiò la seconda guerra mondiale, complicando estremamente le vicende della collezione. La parte londinese andò infatti distrutta in un incendio, mentre quella parigina venne infine confiscata dal governo francese, che la dichiarò di sua proprietà come parte di indennizzo nei confronti di un Paese sconfitto: tale atto venne ratificato dal trattato di San Francisco nel 1951, un anno dopo che Matsukata era deceduto.

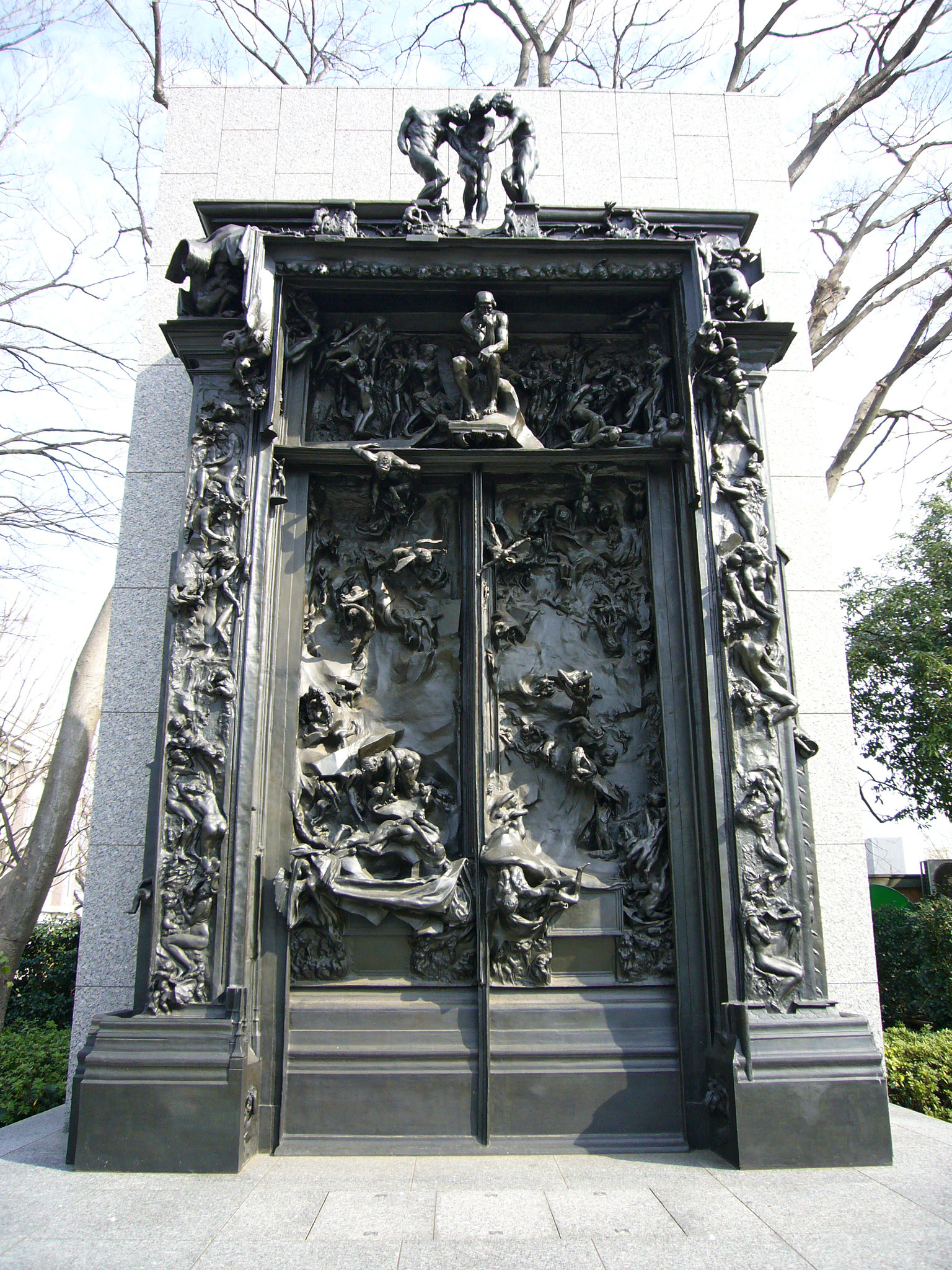
Rodin, La porta dell'Inferno

Già in quell'occasione però, il primo ministro giapponese Shigeru Yoshida avviò una serie di contatti e trattative per ottenere la restituzione della collezione Matsukata al popolo giapponese. I negoziati tra i due paesi proseguirono per molti anni, con fasi di stallo. Infine, con un decreto firmato da Charles de Gaulle, la Francia decise di fare dono unilateralmente al Giappone della collezione Matsukata, tenendo tuttavia solo qualche esemplare volto a coprire particolari lacune nelle collezioni d'arte dei musei nazionali francesi. 365 pezzi d'arte (di cui 196 dipinti, 80 disegni, 26 stampe e 63 sculture) furono destinate così al Giappone nel 1957 e, nel clima di relazioni amichevoli tra i due paesi, il direttore del Louvre Georges Salles propose che fosse Le Corbusier a disegnare l'edificio museale per ospitare la collezione, cosa effettivamente venne messa in pratica, grazie anche all'intermediazione di tre studenti giapponesi assistenti di Le Corbusier: Kunio Maekawa, Junzo Itakura e Takamasa Yoshisaka, ciascuno poi diventato un architetto di rilievo nel campo dell'architettura contemporanea in patria. Le condizioni finanziarie del governo giapponese all'epoca, impegnato nella ricostruzione postbellica, permisero tuttavia che solo una parte del progetto di Le Corbusier fosse creata, ottenendo una superficie espositiva totale di circa 1533 metri quadri, compreso il cortile antistante l'edificio in cui trovarono posto copie della Porta dell'inferno, Il pensatore e altri bronzi di Rodin.

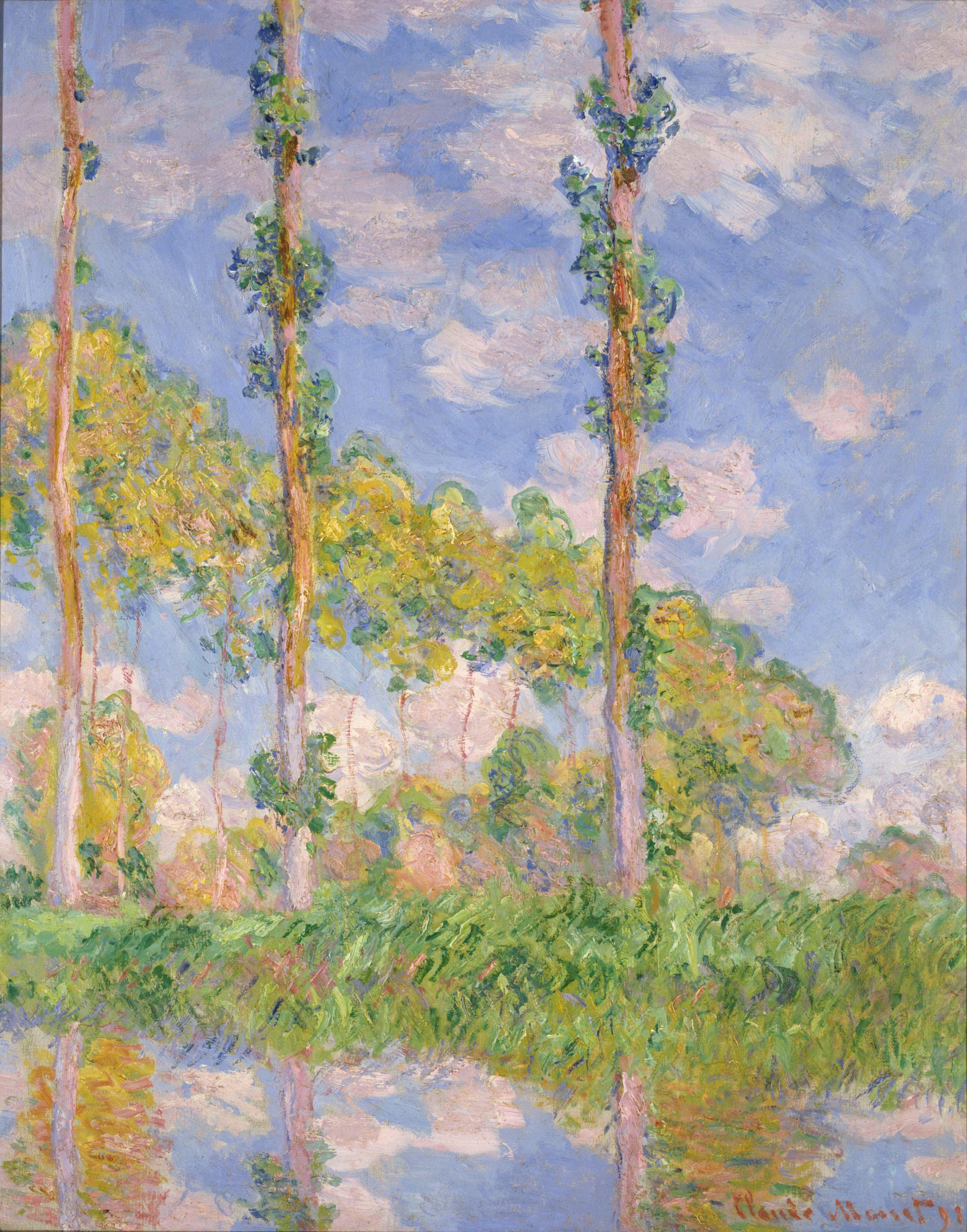
Monet, Pioppi nel sole, 1891

L'istituzione vera e propria del museo, come già accennato, avvenne nell'aprile del 1959, quando le opere d'arte arrivarono dalla Francia, e a giugno avvenne l'apertura al pubblico, che rappresentò uno straordinario successo: nei primi dieci mesi furono registrati più di 500.000 visitatori.
Negli anni successivi la collezione si arricchì di altre donazioni e di acquisti, rendendo necessario l'ampliamento dell'edificio, progettato nel 1967/1968 da Maekawa e completato nel 1979, in occasione del ventesimo anniversario dall'apertura. La nuova ala aggiunse 1525 metri quadri all'esposizione, permettendo, ad esempio, di destinare alcune sale alla mostra a rotazione di opere della collezione grafica. Nel 1993 si progettò poi la creazione di uno spazio per le esposizioni temporanee, che venne completato nel 1997, mentre nel 1999 venne portato a termine l'isolamento sismico dell'intera struttura museale e delle sue opere monumentali come La porta dell'inferno.

## Collezioni
Nel dicembre 2007 il museo possedeva più di 4500 pezzi d'arte, di cui 370 dipinti, 136 acquarelli e stampe, più di 3700 stampe, 101 sculture e 176 opere di altri media. Il percorso espositivo è fondamentalmente diviso in due tronconi, che rispecchiano la struttura della collezione Matsukata. Il primo, quello più consistente, è dedicato alla pittura francese del XIX e XX secolo, con opere di pittori della scuola di Barbizon, impressionisti, post-impressionisti, simbolisti e fauves, a cui si aggiungono una serie di opere di pittori più legate all'accademismo o alle mode floreali in voga negli anni di Matsukata, solo di recente rivalutate. Fanno parte di questa sezione opere di Delacroix, Courbet, Füssli, Corot, Millet, Manet, Monet (11 opere, nell'arco intero della sua produzione), Renoir (3 opere), Gauguin (3 opere), Van Gogh, Cézanne, Dante Gabriel Rossetti, Signac. Aggiunte successive, con opere di Picasso, Fernand Léger, Max Ernst, Joan Miró, Jackson Pollock e altri, portano il percorso museale fino agli anni cinquanta del Novecento.
L'altra sezione, la prima che si incontra nel percorso espositivo, documenta l'arte europea dal Basso Medioevo (un'icona greca di Andreas Ritzos, un San Michele di scuola senese e altre opere), attraverso il Rinascimento, il secolo d'oro olandese e il barocco, fino al XVIII secolo. Sebbene non in grado di competere con le collezioni delle grandi istituzioni europee e americane, la raccolta documenta tutto lo sviluppo dell'arte occidentale e tutte le principali scuole (italiana, fiamminga, olandese, tedesca, francese, spagnola), con opere di Cranach il Vecchio, Tintoretto, Veronese, Vasari, El Greco, Guercino, Guido Reni, Rubens, Van Dyck, Jusepe de Ribera, Murillo, Georges de La Tour, Claude Lorrain, Tiepolo, Fragonard.
A parte è la collezione di sculture, prevalentemente di Auguste Rodin, di cui Matsukata possedeva ben 59 esemplari: tranne alcuni bozzetti, le statue esposte sono tutte fusioni tratte fedelmente dagli originali, rimasti in Francia.

### Opere principali

#### Dipinti
- Andreas Ritzos, Icona con l'ascensione di Cristo e l'etimasia, XV secolo
- Scuola senese, San Michele arcangelo, XIV secolo
- Mariotto di Nardo, Predella con la leggenda di santo Stefano, 1408
- Seguace di Dieric Bouts, Ditticop con Mater dolorosa e Cristo coronato di spine, XV secolo
- Maestro della Leggenda di santa Lucia, San Girolamo, fine del XV secolo
- Seguace di Joachim Patinir, Trittico col riposo dalla fuga in egitto
- Joos van Cleve, Trittico con la Crocifissione e donatori, prima metà del XVI secolo
- Lucas Cranach il Vecchio, Orazione nell'orto, 1518 circa
- Jacopo del Sellaio, Trinità, santi e donatori, 1480-85 circa
- Carlo Crivelli, Sant'Agostino, 1486-1488 circa
- Bartolomeo Montagna, Paesaggio con un castello, fine XV-inizio XVI secolo
- Lorenzo Leonbruno, Natività, 1515 circa
- Francesco Salviati, Ritratto d'uomo
- Giorgio Vasari, Orazione nell'orto, 1570 circa
- Jacopo Tintoretto, Ritratto di giovane uomo come David, 1555-1560 circa
- Paolo Veronese, Matrimonio mistico di santa Caterina d'Alessandria, 1547 circa
- Bernardo Cavallino, Ercole e Onfale, 1640 circa
- Guercino, David con la testa di Golia, 1650 circa
- Carlo Dolci, Mater dolorosa, 1655 circa
- El Greco, Cristo crocifisso
- Joachim Beuckelaer, Andata al Calvario, 1562
- Marten de Voos, Ultima Cena
- Peter Paul Rubens
  - Due bambini dormienti, 1612-13 circa
  - Abbondanza, 1630 circa
- Jacob Jordaens, Fuga da Sodoma di Lot con le figlie (da Rubens), 1618-20 circa
- Antoon van Dyck, Ritratto di Diego Felipe de Guzmán, marchese di Leganés, 1634 circa
- Daniel Seghers e Cornelis Schut, Madonna col Bambino entro una ghirlanda di fiori, prima metò del XVII secolo
- David Teniers il Giovane, Tentazione di sant'Antonio
- Adriaen van Utrecht, Natura morta con cacciagione e verdure, 1648
- Gerard Dou, Natura morta con un bambino che fa le bolle di sapone, 1635-36 circa
- Cornelis de Heem, Natura morta con canestro di frutta, 1654 circa
- Jan van Goyen, Foce della Mosa a Dordrecht, 1644
- Isaak van Ostade, Viaggiatori davanti a una locanda, 1645
- Jacob van Ruysdael, Paesaggio con duna e piccola cascata, 1646
- Jan Brueghel il Vecchio, Paesaggio boscoso con Abramo e Isacco, 1599
- Bartholomeus Breenbergh, Paesaggio marino con Balaam e l'asino, 1634
- Jan Both e Cornelis van Poelenburch, Paesaggio con le ninfe
- Claude Lorrain, Paesaggio con satiri e ninfe danzanti, 1646
- Georges de La Tour, San Tommaso
- Philippe de Champaigne, Maria Maddalena
- Jusepe de Ribera, Crates, 1636
- Bartolomé Esteban Murillo, Sante Giusta e Rufina, 1665-66 circa
- Alessandro Magnasco
  - Paesaggio con mare burrascoso, 1718-1725 circa
  - Paesaggio con pastori, 1718-1725 circa
- Giovan Battista Tiepolo, Apoteosi dell'ammiraglio Vittor Pisani, 1743 circa
- Giovanni Domenico Tiepolo, madonna col Bambino e tre santi, 1759-62 circa
- Nicolas de Largillière, Ritratto di un fanciullo nobile, 1714 circa
- Jean-Marc Nattier, Ritratto di madame Marie-Henriette Berthelot de Pléneuf, 1739
- Jean-Honoré Fragonard, Paesaggio con pastori e un gregge, 1763-65 circa
- Hubert Robert
  - Veduta immaginaria di Roma con un Dioscuro di Montecavallo e una chiesa, 1786
  - Veduta immaginaria di Roma con la statua equestre di Marco Aurelio, la Colonna Traiana e un tempio, 1786
- Joseph Vernet, Paesaggio italiano di tarda estate, 1773
- Marie-Gabrielle Capet, Autoritratto, 1783 circa
- Johann Heinrich Füssli, Teodoro incontra nella foresta lo spettro del suo antenato Guido Cavalcanti, 1783 circa
- Eugène Delacroix
  - Educazione della Vergine, 1852
  - Sepoltura di Cristo, 1859
- Jean-Baptiste Camille Corot, Reminescenza della spiaggia di Napoli, 1870-72
- Jean-François Millet, Primavera (Dafni e Chloe), 1865
- Honoré Daumier, Pubblico teatrale, 1856-60 circa
- Gustave Courbet
  - Nuda dormiente, 1858
  - Zingarella che pensa, 1869
  - Onde, 1870 circa
- Henri Fantin-Latour, Natura morta con una caraffa, fiori e frutta, 1865
- Édouard Manet
  - Ritratto di Monsieur Brun, 1879
  - Ragazzo tra fiori, 1876
- Eugène Boudin, Spiaggia di Trouville, 1867
- Claude Monet
  - Passeggiata (Strada per la fattoria Saint-Siméon), 1864
  - Neve ad Argenteuil, 1875
  - Strada de La Roche-Guyon, 1890
  - Sulla barca, 1887
  - Pioppi al sole, 1891
  - Mare in burrasca a Pourville, 1897
  - Mattina sulla Senna, 1898
  - Ponte di Waterloo a Londra, 1902
  - Ninfee, 1916
- Alfred Sisley, Paesaggio a Louveciennes
- Camille Pissarro
  - Conversazione, 1881 circa
  - Fienagione, 1882
- Pierre-Auguste Renoir
  - Costume per la parigina in Algeri o Harem, 1872
  - Donna con cappello, 1891
- Adolphe-Joseph-Thomas Monticelli, Porto di Cassis
- Vincent van Gogh, Rose, 1889
- Paul Gauguin
  - Paesaggio bretone, 1888
  - Due bambine bretoni vicino al mare, 1889
- Émile Bernard, Autoritratto come trovadore, 1892
- Paul Cézanne,  Gli alberi isolati a Jas de Bouffan, 1885-86
- Paul Signac, Il porto di Saint-Tropez, 1901-1902
- Dante Gabriel Rossetti, La coppa dell'amore, 1867
- John Everett Millais, Ducklings, 1889
- Gustave Moreau, Salome alla prigione, 1873-76 circa
- Pierre Puvis de Chavannes, Pescatore povero
- Eugène Carrière, Ritratto di Clemenceau
- Charles Cottet
  - Compianto di una vittima del mare, 1908-1909
  - Processione, 1913
- Giovanni Segantini, Zampognari di Brianza, 1883-85 circa
- Émile-Auguste Carolus-Duran, madre e figli (Madame Feydeau e i suoi figli), 1897
- Henri-Jean-Guillaume Martin, Fontana e fiori
- Ernest Laurent, Due donne sulla terrazza, 1922
- Edmond Aman-Jean
  - Ritratto di donna giapponese (La signora Kuroki), 1922
  - Donne alla lettura, 1922
- Émile-René Ménard, Foresta d'autunno
- Édouard Vuillard, Madame Vuillard che cuce, 1920
- Paul Ranson, Digitalis, 1899
- Maurice Denis
  - Bambina con una gallina, 1890
  - Ragazze danzanti, 1905
- Pierre Bonnard
  - Giovane donna seduta con un coniglio, 1891
  - Lavoratori, 1916-20 circa
- Kees van Dongen, Hall di Casinò, 1920 circa
- Pierre-Albert Marquet, Les Sables d'Olonne, 1921
- André Derain, Madame Jean Renoir (Catherine Hessling), 1923 circa
- Chaïm Soutine, Donna pazza, 1920
- Georges Rouault, L'Ébahi (la sorpresa), 1948-52 circa
- Albert Gleizes, Fienagione, 1912
- Pablo Picasso, Coppia, 1969
- Max Ernst, Foresta pietrificata, 1927
- Fernand Léger, Gallo rosso e cielo blu, 1953
- Joan Miró, Senza titolo, 1953
- Bernard Buffet, Natura morta con aringhe, 1948
- Jackson Pollock, Number 8, 1951, Black Flowing, 1951
- Jean Dubuffet, Mucca con bella coda, 1954

#### Sculture
- Jean-Baptiste Carpeaux, Pescatorello napoletano, 1857-58 (modello)
- Auguste Rodin
  - Busto del padre Eymard, 1864 (modello)
  - L'età del bronzo, 1876 (modello)
  - San Giovanni Battista in predica, 1880 (modello)
  - Fanciulli abbracciati, anni 1880
  - La porta dell'inferno, 1880-1890 poi 1917 (modello)
  - Bozzetto per la Porta dell'inferno, 1881-1882 circa
  - Adamo, 1881(modello)
  - Eva, 1881 circa (modello)
  - Il Pensatore ingrandito, 1881-1882 (modello originale) e 1902-1903 (ingrandimento)
  - I am beautiful, 1885 circa (modello)
  - Bel Heaulmiére, 1885-87 (modello)
  - Il bacio, 1882-87 circa (modello)
  - Bellona, 1879 (modello)
  - I borghesi di Calais, 1884-88 (modello), 1953 (fusione)
  - Orfeo, 1908 (modello)
  - Balzac (ultimo studio), 1897 (modello) e 1961 (fusione)
- Émile-Antoine Bourdelle
  - Testa d'Apollo con collo, 1900 (modello)
  - Eracle l'arciere, 1909 (modello)
  - Centauro morente, 1911-14 (modello)
- Aristide Maillol
  - Notte, 1902-1909 (modello)
  - Torso di Venere, 1925 (modello)
  - Ile-de-France, 1925 (modello)

## Accesso
- JR East,

■ Linea Jōban, ■ Linea Keihin-Tōhoku, ■ Linea Takasaki, ■ Linea principale Tōhoku, ■ Linea Yamanote,
■ Tōhoku Shinkansen, ■ Hokuriku Shinkansen, ■ Yamagata Shinkansen e ■ Akita Shinkansen,
Stazione di Ueno, Uscita Parco (1 minuti a piedi).
- Tokyo Metro,

 Linea Ginza Stazione di Ueno (G-16) (8 minuti a piedi) e
 Linea Hibiya Stazione di Ueno (H-07) (8 minuti a piedi).
- Ferrovie Keisei, ■ Linea Principale Keisei, Stazione di Keisei Ueno (京成上野駅, KS01?) (7 minuti a piedi).